# Alisma juzepczukii
Alisma juzepczukii är en enhjärtbladig växtart som beskrevs av Nikolai Nikolaievich Tzvelev. Alisma juzepczukii ingår i släktet kranssvaltingar, och familjen svaltingväxter. Inga underarter finns listade i Catalogue of Life.